# Mabel Olemar
Katerinne Mabel Olemar Otero (Piura, 10 de mayo de 1993) es una voleibolista peruana que se desempeña como atacante. Su club actual es Deportivo Soan de la Liga Peruana de Vóley Femenino, además, es integrante de la selección peruana de voleibol.

## Trayectoria
Mabel Olemar se inició en el voleibol profesional jugando en su natal Piura con tan solo 12 años, en el Colegio Nacional Nuestra Señora de Fátima. A sus 13 años pasó a formar parte del club Universidad Nacional de Piura.
En 2009 pasó al Unión Vallejo de Tarapoto y fue llamada a la selección juvenil del Perú. En el 2010 ya seleccionada fichó por el club Divino Maestro y en esa misma temporada ganó por primera vez la LNSV con el Divino Maestro. Al año siguiente logró ascender al Unión Vallejo de Tarapoto a la Liga Nacional Superior.
En 2012 fue fichada por el César Vallejo de Trujillo con el que consiguió nuevamente el título de la Liga en la temporada 2012-13 y medalla de bronce en la temporada 2013-2014 con el mismo club. En 2015 fichó por el Sporting Cristal. y en el 2016 pasó a las filas de Jaamsa, donde consiguió un segundo puesto en la temporada 2017-18 y un tercer puesto en la temporada 2018-19. Luego se fue al extranjero a jugar en la Liga B femenina de Francia con el REC Volley Fémenin.

## Clubes
| Club                      | País    | Año         |
| ------------------------- | ------- | ----------- |
| U. N. P.                  | Perú    | 2006 - 2008 |
| Unión Vallejo             | Perú    | 2009        |
| Divino Maestro            | Perú    | 2010 - 2011 |
| Unión Vallejo             | Perú    | 2011 - 2012 |
| Universidad César Vallejo | Perú    | 2012 - 2014 |
| Sporting Cristal          | Perú    | 2015 - 2016 |
| Deportivo Jaamsa          | Perú    | 2016 - 2020 |
| REC Volley Féminin        | Francia | 2020 - 2022 |
| Universidad San Martín    | Perú    | 2022 - 2024 |
| Deportivo Soan            | Perú    | 2024 -      |

## Palmarés

### Selección nacional
Desde el 2010, Mabel Olemar es una integrante frecuente de la selección peruana de voleibol en sus diferentes categorías. Su participación más reciente fue en la Copa Panamericana de voleibol femenino categoría mayores en República Dominicana.

### Resultados
| Torneo                    | Categoría | Sede          | Año  | Resultado |
| ------------------------- | --------- | ------------- | ---- | --------- |
| Olimpiadas de la Juventud | Sub-18    | Singapur      | 2010 | 3° lugar  |
| Copa Mundial              | Sub-20    | Perú          | 2011 | 6° lugar  |
| Juegos Bolivarianos       | Sub-20    | Perú          | 2013 | 1° lugar  |
| Grand Prix de Voleibol    | Mayores   | Sin sede fija | 2014 | 18° lugar |
| Campeonato Sudamericano   | Sub-22    | Colombia      | 2014 | 3° lugar  |
| Copa Panamericana         | Sub-23    | Perú          | 2014 | 4° lugar  |

### Clubes
| Título                 | Club                | Año     |
| ---------------------- | ------------------- | ------- |
| Liga Nacional Superior | Divino Maestro      | 2010-11 |
| Liga Nacional Superior | Univ. César Vallejo | 2012-13 |
| Liga Nacional Superior | Univ. César Vallejo | 2013-14 |
| Liga Nacional Superior | Deportivo Jaamsa    | 2017-18 |
| Liga Nacional Superior | Deportivo Jaamsa    | 2018-19 |

### Selección nacional
| Título                    | Categoría        | Sede     | Año  |
| ------------------------- | ---------------- | -------- | ---- |
| Olimpiadas de la Juventud | Selección sub-20 | Singapur | 2010 |
| Juegos Bolivarianos       | Selección sub-20 | Perú     | 2013 |
| Campeonato Sudamericano   | Selección sub-22 | Colombia | 2014 |

## Reconocimientos
- 1° Mejor servicio - LNSV - Perú (2017/2018)
- 1° mayor anotadora - LNSV - Perú (2015-2016)